# Ла Казона (Венеција)
Ла Казона (итал. La Casona) је насеље у Италији у округу Венеција, региону Венето.
Према процени из 2011. у насељу је живело 48 становника. Насеље се налази на надморској висини од 0 м.